# Fronalpstock (Schwytz)
Pour les articles homonymes, voir Fronalpstock.
Le Fronalpstock, qui culmine à 1 921 mètres, est un sommet des Alpes suisses dans le canton de Schwytz. La face ouest descend jusqu'au lac des Quatre-Cantons. Le sommet est accessible par un télésiège depuis le village de Stoos. Au sommet se trouvent un restaurant et une plateforme panoramique.

## Tourisme
Facile d'accès, le Fronalpstock est très visité car il offre une vue plongeante sur le lac des Quatre-Cantons et dix autres lacs.